# Литл-Сайото
Литл-Сайото (англ. Little Scioto River) — река на юге штата Огайо, США. Приток реки Огайо. Длина составляет около 68,9 км; площадь бассейна — 603 км². Берёт начало на западе округа Джексон и течёт преимущественно в южном направлении, протекая через территорию округов Джексон и Сайото. Впадает в реку Огайо в Портсмуте, примерно в 10 км к востоку от центра города, на высоте 157 м над уровнем моря.